# 世子六十以後申楽談儀
世子六十以後申楽談儀（ぜしろくじゅういごさるがくだんぎ）、通称『申楽談儀』は室町時代に成立した、世阿弥の芸談を筆録した能楽の伝書、芸道論。

## 概要
永享2年（1430年）11月、世阿弥の次男で、観世座の太鼓役者であった観世七郎元能が、父がこれまで語った芸談を筆録・整理して、世阿弥に贈ったものである。題名に「世子（世阿弥の尊称）六十以後」とあるように、即ち観世大夫の地位を長男の元雅に譲り、出家した60歳より後の世阿弥の芸論を伝える書である。
後述のように他の伝書とは異なり、世阿弥自身の筆によるものではない。また聞き書きをそのまま収録したものであることからやや意味を捉えづらい、難解な点も多く、現在に至るまで字句を巡り議論が続いている箇所も少なくない。しかし世阿弥の実体験に基づく貴重な直話を多く収録しており、世阿弥自身の著述と同様か、あるいはそれ以上に重視されている。また中世の芸能を知る上でも、欠かせない一書である。

## 成立の背景
父・観阿弥から観世座を受け継いだ世阿弥は、ライバルであった田楽、近江猿楽などの芸を取り入れながら、和歌や古典を通じて得た貴族的教養を生かし「猿楽」を芸能・理論の両面から大成させることに心血を注いだ。その結晶として、応永6年（1399年）には足利義満の後援で三日間の勧進猿楽を演じ、名実ともに芸能界の頂点に立つとともに、その翌年には史上最初の能楽論書である『風姿花伝』を執筆したのである。
世阿弥は応永29年（1422年）頃、60歳前後で出家する。以後も猿楽界の第一人者として重きをなす一方、後継者の元雅、甥の元重（音阿弥）、女婿の金春禅竹、そして『談儀』の著者である元能など次世代の能楽師たちの指導に励んだ。そのために『花鏡』、『至花道』、『三道』などの伝書を執筆し、自己の能楽理論の継承と座の繁栄を磐石たらしめんとした。前述の通り、『談儀』が扱うのはこの時期、即ち60歳から68歳頃までの世阿弥の芸談である。
優れた後継者も得て観世座は安泰かに見えたが、応永35年（1428年）、足利義持が死に、弟・義教が将軍に就くと、義教の寵愛は音阿弥に注がれ、本家である世阿弥・元雅父子は強い圧迫を受けることとなった。本著が成立する前年の永享元年（1429年）には世阿弥父子は仙洞御所での演能を強引に中止させられ、また翌2年には醍醐寺清滝宮の楽頭職を奪われた。
世阿弥の次男である元能は、こうした情況に絶望し、ついに芸の道を断念し、出家遁世を決意した。そしてその惜別の辞となったのが、本書『申楽談儀』である。元能はこれまで父の教えを疎かにしなかった証し立てとして、その聞き書きを本の形にして贈り、父と芸の道への永遠の別れを告げたのである。
なお続く永享4年（1432年）には大夫の元雅が伊勢で客死、5年にはついに観世大夫の地位を音阿弥に奪われるとともに、世阿弥は佐渡に流罪となり、その後表舞台に戻ることなく死去した。
なお後に元能は元雅の遺児・十郎大夫を助けて越智観世に参加し、芸界に復帰したらしい。

## 内容

### 申楽とは
冒頭でまず語られるのは、猿楽とは「申楽」であり、即ち神楽であるという主張である。従って猿楽が中心とすべくは（物真似芸などではなく）、舞と歌であるとする。そのために『至花道』などで理論化された「二曲三体」の習道を行うよう、過去の著作を引用しつつ説いている。

### 当道の先祖
次いで述べられるのは「当道の先祖」、即ち、能の先駆者たちの芸風についての解説である。ここで挙げられているのは田楽の一忠、喜阿（亀阿弥）、増阿弥、近江猿楽の道阿弥（犬王）、そして父である観阿弥。田楽、猿楽を問わず名手と呼ばれた人々が挙げられており、世阿弥が幅広く先達を参考にし、芸を「盗んだ」ことが分かる。また義満との出会いの前に没していた佐々木道誉から一忠についての話を聞いたこと、12歳の時に喜阿の舞台を観たことが記されているなど、少年時代の記憶も興味深い。

### 演技と音曲
以上が序論とでも言うべき部分で、以下は全三十一条に分けられ、能を演じる上、作る上での注意を、具体的な事例を交えつつ詳説している。
第1条（段）として、演能上における細かな所作について、増阿弥の実例などを交えての注意。第2条は、いかに風趣、風情を感じさせるかについて、具体的な曲を挙げながらの指導。第3条は「心根」、即ち謡曲の文辞をいかに表現するかについて、やはり具体的な曲を挙げて説明する。またこの条では、「隅田川」を巡り元雅との間に意見の対立があったことや、また世阿弥が義満の御前で摂津猿楽の榎並と競演したとき、わざと舞を止めて榎並を出し抜いた話など、興味深い挿話が記されている。第4条は芸の位、第5条は演能中の間投詞についての解説。第6条から13条までは音曲についての説明が占め、祝言音曲・曲舞謡・かかり・訛り・拍子・位などがライバルたちのエピソードも交えて詳細に語られる。

### 能を作る
第14条からの3条は作能についての話題である。「能の本を書く事、この道の命なり」（『風姿花伝』）と述べたように、世阿弥は作能を極めて重視している。筆者・元能は、能の作り方を主題とした伝書『三道』を世阿弥から相伝しており、特に作能について世阿弥から教示を受ける機会が多かったと推測されている。第十四条ではその『三道』のまとめとともに、過去の世阿弥自身の作品にも論評が加えられ、改めて世阿弥が応永年間（1394 - 1427年）以降の自作に自信を持っていたことが記される。第15条は構成論も含めた、能の書き方についての注意点。文章上はよい展開に見える曲も実際の演技にそぐうものでなくては意味がない、言葉の余韻を大切にし、文章は簡潔かつ意味を明快にせよ……など、多くの作品を書いた世阿弥らしい実践的な注意が含まれている。第十六条は作能に当たっての心得、そして『三道』に挙げられた作品の作者紹介も含まれ、貴重である。

### 翁舞と能面
第17条は勧進猿楽の舞台・桟敷についての具体的な留意事項、そして翁舞についての具体的な記述が見られる。ここで世阿弥12歳の今熊野の公演において、初めて翁舞を座の大夫が演じることになり、翁舞そのものが変質した瞬間が語られ、結果『談儀』が書かれた頃には、本来の形での翁舞はほとんど行われなくなったことが記されている。第18条は装束や道具、第19条では面についての細かな注意。第20条では笛・狂言の名人の名が挙げられ、第21条では金春座、金剛座、十二座など、中央で認められていない大和猿楽の座が紹介されている。第22条は能面とその作者についての文章であり、面作者についての最も貴重な文献である。

### 猿楽諸座の出自
第23条は猿楽諸座の発祥についてである。観阿弥の出生についても語られ、観世家は無論のこと、能楽に関わる諸家の起源を探る根本史料である。また道阿弥の「道」が義満の法名を拝領したものであること、世阿弥の名を「ぜ」と読むよう指示したのも義満であることなどもここで語られる。第24条は世阿弥を巡る霊験譚。第25条は田楽、第26条は松囃子の起源について。第27条・28条は大和四座が参勤の義務があった興福寺薪能について。第29条は役者の日頃の心がけについて、第30条は体系立てた稽古の必要性、そして第31条が神事奉仕に際しての注意である。
本編31条に加えれ、観阿弥時代に定められた結崎座の規則が掲載され、草稿と思われる聞き書きが別本などの形で伝えられている。
元能は最後に、父母への別れの和歌と偈を載せ、著作を締めくくっている。

## 写本

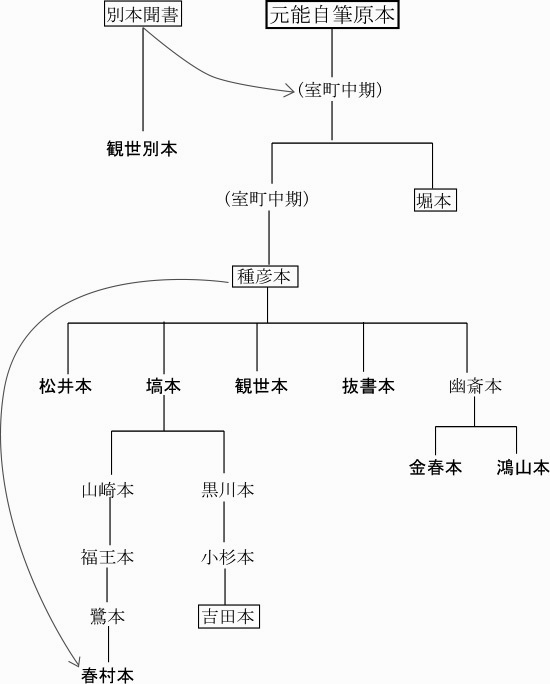
各写本の系統図。ゴシックは現存本、明朝体は散逸。

世阿弥の著書は本来、「道のため、家のため」（『風姿花伝』）に記された秘伝の書であり、室町時代から江戸時代の間、実に400年以上人の目に触れることはなく、20世紀に入ってからの明治41年（1907年）に、吉田東伍によって翻刻・刊行され初めて、その存在が広く知られることになった。
『申楽談儀』も同様で、世阿弥の直系子孫であり、著者の元能も参加した越智観世座に秘蔵されたらしい。しかし越智観世の系譜は早くに途絶え、その伝書は徳川家康、観世宗家、また大名家などに広まっていくこととなった。
なお、現在残っている『談儀』には前述のように草稿と思わしき聞き書きなどが附属しているが、これは元能の原本にはなく、別書としてまとめられていたものが比較的早い時期に追加されたものと思われる。この聞き書き単体の観世宗節による写本も、観世宗家に現存している。
以下に、現在知られている主要な写本について記す。

### 堀本
大名家の堀氏に伝来。堀家には他にも世阿弥の主要な伝書が残っており、それらは吉田東伍『世阿弥十六部集』の底本として翻刻されているが、『談儀』のみは後述の小杉本が底本となり、堀本は小杉本に欠けた29段以降と、主要な校異が翻印されたのに留まっている。
後述する種彦本とは系統を異にし、近代まで残った『談儀』唯一の完本である。江戸初期の写本と見られ、恐らく最もその本来の姿を伝える良本であっただろうと評価されている。安田善之助の松廼舎文庫に納められたが、関東大震災で焼失した。

### 種彦本
29段以降を欠く、室町後期の写本。
前述のように世阿弥の伝書の多くは、その孫・越智観世十郎大夫が率いた越智観世座が相続したと見られている。しかし十郎大夫の死後、間もなく越智観世の座は途絶えたため、6代観世大夫・観世元広は長男の十郎をしてこの越智観世を再興させ、旧越智観世の遺産を継承させた。
この十郎は戦国の戦乱を避け、駿河に滞在し、徳川家康の知遇を得た。その縁で、十郎は能を好んだ家康に『談儀』を献上した。これが後に種彦本と呼ばれるものである。ところがこの家康蔵書は、ある時期までは将軍家が所蔵していたらしいのだが、なぜか散逸してしまう。
そして文政年間、戯作家の柳亭種彦は古本屋で一冊の古書を発見する。かつての家康蔵書である。種彦はその貴重さを見抜いてこれを買い、また文人仲間にこれを写させた。この写本を「種彦本」と呼ぶ所以である。
この種彦本は続いて、森鷗外の小説で有名な渋江抽斎の手に渡る。その後、堀本同様に松廼舎文庫に納められ、ようやく転変の末に安住の地を得たかと思われたが、間もなくして関東大震災で焼けてしまったのである。
前述の通り種彦本は現存しないが、家康がこの『申楽談儀』を、細川幽斎、織田信忠といった数寄者の大名たちに書写させており、観世宗家の蔵したものも観世大夫宗節がこれを写したものであるため、現在知られる写本は前述の堀本を除き全てこの種彦本の系統を引くものである。また、吉田東伍の翻刻時に、その巻末に主要な校異が掲載されている。

#### 塙本
東京芸術大学蔵。和学講談所本とも。その来歴は定かではないが、種彦本を精密に影写したものと見られ、その姿を伝えているが、影写ゆえの誤写が少なくない。塙家に伝えられたもので、柳亭種彦がいう塙保己一が文庫に収めた本がこれであると思われる。

##### 春村本
法政大学能楽研究所蔵。前述の塙本を写した山崎美成本、それを写した福王盛翁本、さらにそれを転写した十世鷺伝右衛門本を、黒川春村が嘉永5年に写したものである。転写を重ねた本ではあるが、同7年に、種彦本を渋江抽斎から借りて、それを元に校正をしており、種彦本の復原に有用とされている。

##### 小杉本
吉田東伍の翻印の底本で、昭和30年代までの間、最も広く知られた『申楽談儀』の写本である。小杉榲邨が、安政年間に黒川春村所有の写本を転写したものであるというが、それは前述の春村本とはまた別の写本であったらしい。

#### 松井本
静嘉堂文庫蔵。文政8年、書家の中村仏庵が種彦本を書写したもので、松井簡治がかつて所蔵したことから松井本の名がある。

#### 観世本・抜書本
観世宗家蔵。7代観世大夫観世宗節（元忠）が、種彦本を自ら書写したもの。16段までで書写が中止されている。筆者による改稿や誤脱が多い。また宗節は、後に書写をしなかった部分から一部を抜粋した写本も作っており、こちらも現存している。

#### 幽斎本
細川幽斎が文禄4年に家康から借りた種彦本を書写したもの。この幽斎筆の原書自体は散逸しているが、これを転写したものに、鴻山文庫蔵「細川十部伝書」の一冊である鴻山本、また江戸時代後期に金春座によって写された、宝山寺蔵の金春本がある。

## 翻刻
前述のように本書は、明治41年、吉田東伍によって翻刻・刊行され、初めて一般の人の目に触れることになった。しかしこの翻刻は、『申楽談儀』の存在を広く伝えることには寄与したものの、書写を重ねた小杉本を底本とし、種彦本と堀本で訂正、欠けた29段以降は堀本を使う、といった具合に厳密さを欠き、また翌年『世阿弥十六部集』に収められた際には誤植も多数含まれていた。能勢朝次は『世阿弥十六部集評釈』で松井本、観世本を校異に用い、川瀬一馬は『世阿弥二十三部集』で塙本、また誤植の少ない明治41年の翻刻を参考にしている。戦後、表章が携わった岩波文庫版『申楽談儀』、『世阿弥 禅竹』所収の本文では、各写本を参照し、原文を復原する試みを行っている。

### 刊行文献
- 能勢朝次 『世阿弥十六部集評釈』- 正式には『世阿彌十六部集評釋』
　岩波書店（上・下）、1940-44年、復刊2000年ほか、ISBN 400001093X & ISBN 4000010948
- 表章校注 『申楽談儀』 岩波文庫、1960年、復刊1994年、2003年ほか、ISBN 4003300122
- 田中裕校注 『世阿弥芸術論集』 新潮社「新潮日本古典集成」、1976年、新装版2018年、ISBN 410620861X
- 表章、加藤周一校注 『日本思想大系24　世阿弥・禅竹』 岩波書店、新装版1995年、ISBN 4000090712
- 吉田東伍校注 『世阿彌十六部集』 能楽会、1908年